# Thomas Keell
Thomas Henry Keell (24 de septiembre, 1866-26 de junio, 1938) fue un editor inglés que dirigió el periódico anarquista Freedom. Participó del Congreso Internacional Anarquista de Ámsterdam de 1907. Keell también colaboró durante algunos años con el periódico Voice of Labour, y fue un abierto opositor a la Primera Guerra Mundial, razón por la cual se distanció de Piotr Kropotkin. Fue arrestado junto con su compañera Lilian Wolfe durante el allanamiento de las oficinas de Freedom en 1916; ambos fueron encarcelados durante la guerra. Posteriormente llevaron una vida en común en Whiteway Colony en Gloucestershire desde la década de 1920 hasta la muerte de Keell en 1938.